# Xerochloa imberbis
Xerochloa imberbis är en gräsart som beskrevs av Robert Brown. Xerochloa imberbis ingår i släktet Xerochloa och familjen gräs. Inga underarter finns listade i Catalogue of Life.